# Couvent des Ursulines de Marcigny
Pour les articles homonymes, voir Couvent des Ursulines.
Le couvent des Ursulines est un ancien couvent situé place Reverchon, à Marcigny, en Saône-et-Loire. Il a été inscrit au titre de monument historique en 2010.

## Présentation
Cet édifice est l'ancien couvent des Ursulines de la ville. L'aile gauche qui était la chapelle du couvent accueille aujourd'hui un cinéma, après avoir été le bâtiment du théâtre municipal. 
Le corps central et l'aile droite accueillent l'école élémentaire Lucie Aubrac.

## Histoire
Le 21 avril 1643, des religieuses de l'ordre de Sainte-Ursule arrivent à Marcigny dans le logis Saint-Christophe qui fut béni quatre jours plus tard, le jour de la Saint-Marc.
Ce n'est que quelques années plus tard qu'elles firent construire ce couvent, les religieuses avaient pour mission d'instruire les jeunes filles et d'aider les personnes qui en avaient le plus besoin.
En 1792, le Directoire du District confisque l'édifice aux religieuses et l'abbé Benoît Guillard le rachète pour installer le collège de garçons qui était installé auparavant dans l'ancien couvent des Récollets qui sera utilisé en tant qu'hôtel de ville pendant quelques années. L'année suivante, la Société Populaire de Marcigny y tient ses assises et fait installer une prison.

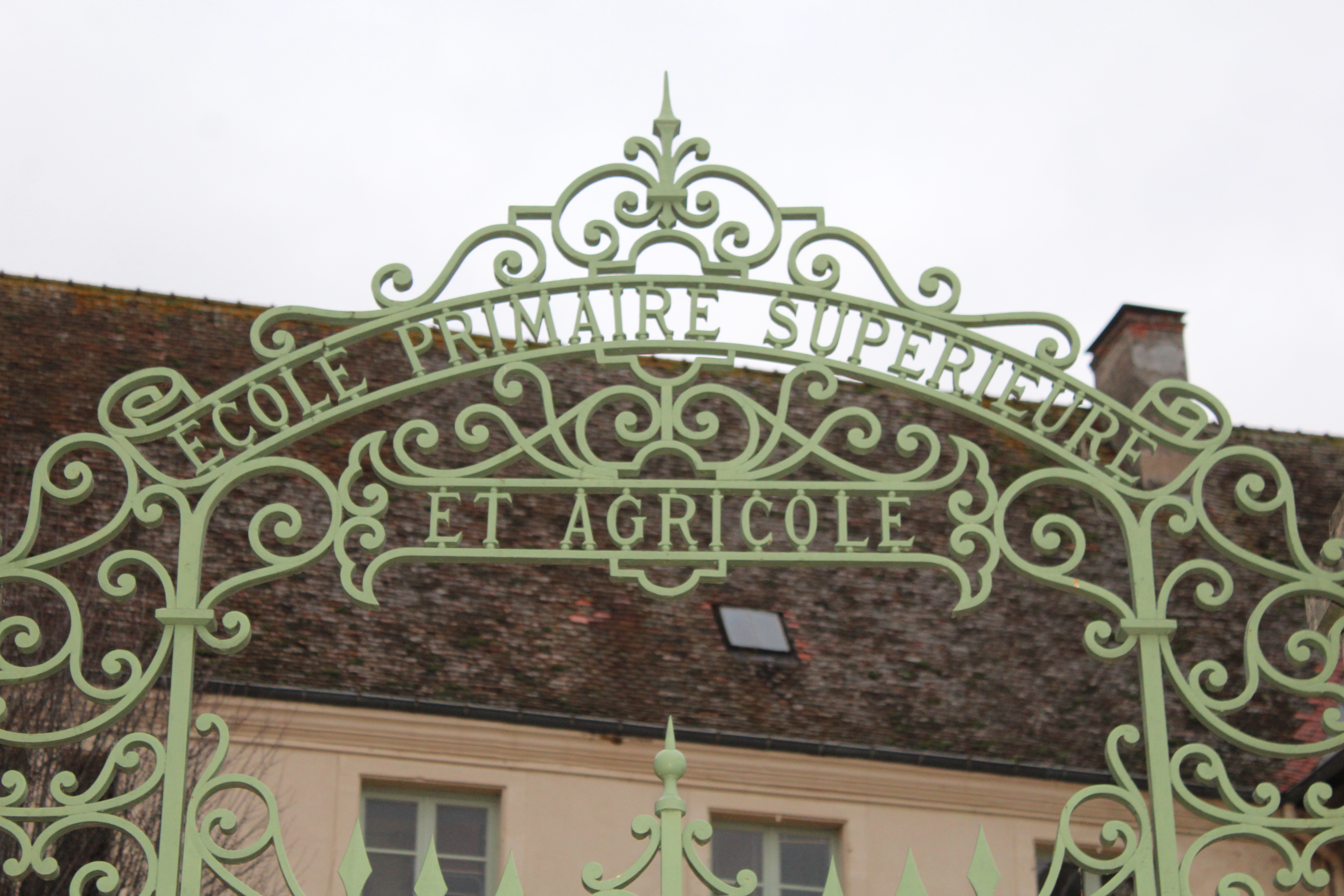
Portail témoignant de la présence de l'école primaire supérieure et agricole.

En 1815 et 1820, l'abbé revend l'édifice à la municipalité qui en fait une école primaire supérieure et agricole. Un siècle plus tard, cette école devient une simple école de garçons et n'accueillera les filles qu'à partir des années 1970.
En 2003, lors de travaux dans le cinéma, des peintures datant de Louis XV ont été découvertes sur le plafond.
La chapelle, la charpente et le décor intérieur sont inscrits au titre des monuments historiques depuis le 26 novembre 2010.